# Mykines (település)
Mykines (dánul: Myggenæs) egy település Feröer Mykines nevű szigetén. A sziget egyetlen települése. Közigazgatásilag 2005. január 1-je óta Sørvágur községhez tartozik, előtte önálló volt Mykines község néven.

## Földrajz
Egy kis patak folyik át a falun. A közelében található a Mykineshólmur nevű apró sziklasziget, amelyet egy 35 méteres magasságban átívelő acél gyalogoshíd köt össze Mykinessel.

## Történelem

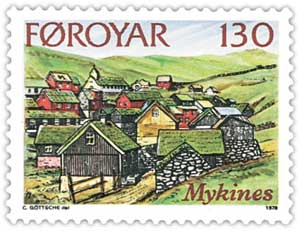
Mykines bélyegen

Első írásos említése az 1400 körüli évekből származik.
Kőtemploma 1879-ben, iskolája 1894-ben épült.

## Népesség
| Év              | Lakosság |
| --------------- | -------- |
| 1986. január 1. | 27       |
| 1991. január 1. | 28       |
| 1996. január 1. | 18       |
| 2001. január 1. | 19       |
| 2006. január 1. | 20       |

## Közlekedés
Mykinesen nincsenek utak vagy utcák, csak gyalogutak. Apró kikötőjéből nyáron (május 1. és november 1. között) kompjáratok indulnak Sørvágurba. A sziget hajóval csak kedvező időjárás esetén megközelíthető, ezért korábban előfordult, hogy hetekig el volt vágva a külvilágtól. Ma már hetente háromszor az Atlantic Airways helikopterével is elérhető.

## Turizmus
Nyáron számos korábbi lakos tér vissza az itteni házába, hogy itt töltse a szabadságát. A legjelentősebb turisztikai attrakció a Mykineshólmur, ahol több ezer madár fészkel. Sámal Joensen-Mikines festő egykori műterme ma szálloda Kristianshús néven.

## Személyek
- Itt született Sámal Joensen-Mikines (1906-1979), festő[2]